# Tilbage til Dalarna
Tilbage til Dalarna (originaltitel: Masjävlar) er en svensk dramedyfilm fra 2004 skrevet og instrueret af Maria Blom. På rollelisten ses blandt andre Sofia Helin, Ann Petrén og Kajsa Ernst.
Filmen fik premiere i Sverige den 15. december 2004 og udkom i Danmark året efter den 25. december 2005. Samme år vandt filmen tre Guldbagge-priser for henholdsvis bedste film, bedste manuskript og bedste kvindelige birolle (Kajsa Ernst).

## Handling
Filmens hovedpersoner er tre søstre, der er opvokset i en landsby i Dalarna. Den yngste søster Mia, som for længe siden flygtede fra sin hjemby, vender tilbage for at fejre sin fars 70-års fødselsdag. Et kort besøg, der snart vil ændre livet for søstrene.

## Medvirkende (i udvalg)
- Sofia Helin som Mia
- Ann Petrén som Gunilla
- Kajsa Ernst som Eivor
- Inga Ålenius som Anna
- Alf Nilsson som Tore
- Cecilia von der Esch som Helena